# VHS-C
Il VHS-C (Video Home System - Compact) è uno standard di videoregistrazione analogico su nastro introdotto da JVC nel 1982 come versione di dimensioni ridotte del VHS e veniva utilizzato per sistemi portatili.

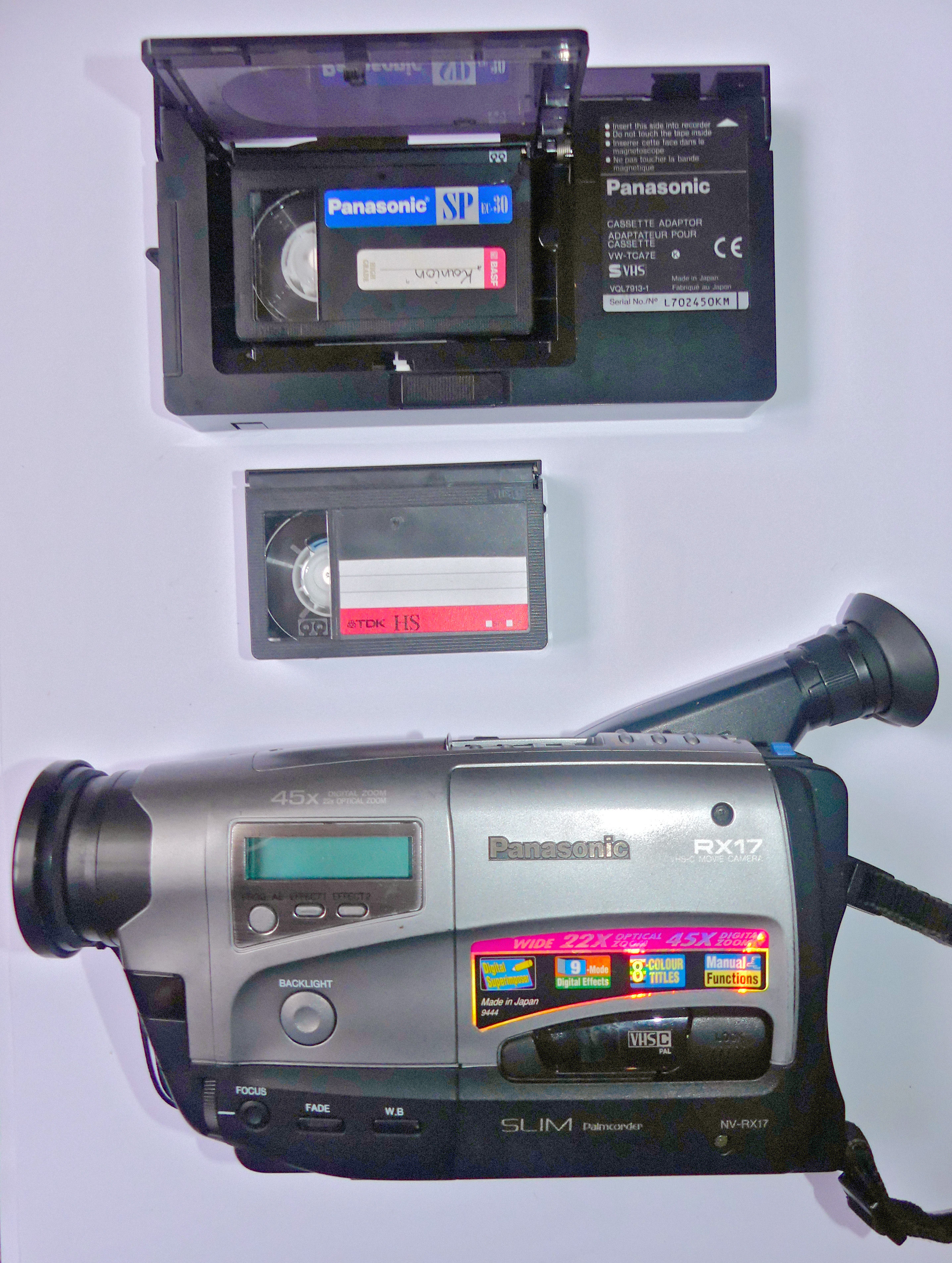
Videocamera Panasonic VHS-C, adattatore, cassetta VHS-C/VHS, cassetta VHS-C (TDK)

## Storia
VHS-C è il formato compatto per videocassette VHS, prodotto dalla Victor Company of Japan (JVC) nel 1982.

## Caratteristiche ed utilizzo
Era usato prevalentemente nelle videocamere analogiche. Poiché il nastro era lo stesso delle videocassette VHS, le cassette VHS-C potevano essere registrate e riprodotte nelle stesse apparecchiature standard utilizzando un adattatore meccanico, senza richiedere alcuna conversione del segnale.
Il nastro magnetico, nelle videocassette VHS-C, era avvolto su una bobina principale, e per il trascinamento veniva utilizzata una ruota dentata, che era possibile muovere a mano in caso di necessità. Questo meccanismo si è rivelato importante sul piano del marketing, poiché ha permesso al sistema di rivaleggiare in dimensioni con il Video8 e gli ha dato un vantaggio notevole rispetto al Betamax, dove un simile sistema non era implementabile per via dell'avvolgimento del nastro a U, più complesso.
JVC introdusse sul mercato anche un videoregistratore in grado di utilizzare direttamente sia cassette VHS che VHS-C, eliminando anche la necessità dell'adattatore.

## Aspetti tecnici
Del formato esisteva una versione di migliore qualità, chiamata S-VHS-C, basata sul formato S-VHS, contrapposta sul mercato al formato Hi8 che era la versione migliorata del Video8.